# Давидово (община Гевгели)
Вижте пояснителната страница за други значения на Давидово.
Давидово (на македонска литературна норма: Давидово) е село в община Гевгели, Северна Македония.

## География
Селото е разположено на около тридесетина километра северно от общинския център Гевгели, но най-близкият град е Валандово в източна посока. Лежи в долината на р. Вардар на десния ѝ бряг, на два километра на отсрещния бряг е съседното село Удово, от където Давидово се свързва с автомобилния път Е75 Скопие-Солун. Селото има ЖП спирка.

## История
В XIX век Давидово е изцяло българско село в Гевгелийска каза на Османската империя. Църквата в селото „Рождество Богородично“ е 1860 година и е дело на Андон Китанов. В „Етнография на вилаетите Адрианопол, Монастир и Салоника“, издадена в Константинопол в 1878 година и отразяваща статистиката на населението от 1873 година, Давидово (Davidovo) е посочено като село с 45 домакинства и 165 жители българи.
В селото в 1895 – 1896 година е основан комитет на ВМОРО.
Според статистиката на Васил Кънчов („Македония. Етнография и статистика“) от 1900 г. Давидово има 170 жители, всички българи християни.
В телеграма изпратена до председателя на Парламента по спорните черкви и училища в Македония и Одринско в 1909 година пише:
| „ | В селото ни има 18 български и 12 гъркомански къщи. Църквата и училището се владеят всецяло от гъркоманите. Понеже те са строени задружно от цялото население, умоляваме да ни се даде в притежание припадающата ни се част от тях. От името на българското население на чифлика Давидово кмет Георги Петрев. | “ |

Цялото християнско население на селото е под върховенството на Цариградската патриаршия. По данни на секретаря на Българската екзархия Димитър Мишев („La Macédoine et sa Population Chrétienne“) в 1905 година в Давидово има 288 българи патриаршисти гъркомани.
В 1913 година Давидово попада в Сърбия. През лятото на същата година кметът на селото е убит от сърбоманския войвода Йован Бабунски, на когото се сторил съмнителен.
В 1937 година е построена църквата на Давидовския манастир „Свети Илия“.
Според преброяването от 2002 година селото има 373 жители - 370 македонци, 1 сърбин и 2 други.
| Националност | Всичко |
| македонци    | 370    |
| албанци      | 0      |
| турци        | 0      |
| роми         | 0      |
| власи        | 0      |
| сърби        | 1      |
| бошняци      | 0      |
| други        | 2      |

## Личности
Родени в Давидово
- поп Васил, български революционер, деец на ВМОРО[5]
- Георги Минов, български революционер, деец на ВМОРО[5]
- Стойче Минов, български революционер, деец на ВМОРО[5]

Починали в Давидово
- Милтен Липоев (Лепоев) Младжев (Младжов), български военен деец, младши подофицер, загинал през Първата световна война[10]